# Rastbach (Herrschaft)
Die Herrschaft Rastbach war eine Grundherrschaft im Viertel ober dem Manhartsberg im Erzherzogtum Österreich unter der Enns, dem heutigen Niederösterreich.

## Ausdehnung
Die Herrschaft umfasste zuletzt die Ortsobrigkeit über Grottendorf, Moritzreith, Neubau, Pallweis, Raisling und Rastbach. Der Sitz der Verwaltung befand sich im Schloss Brunn am Walde.

## Geschichte
Letzter Inhaber der Allodialherrschaft war Karl Heinrich Freiherr von Ehrenfels, der weiters über die Herrschaften Brunn am Walde, St. Bernhard und Ragelsdorf verfügte. Als Folge der Reformen 1848/1849 wurde die Herrschaft aufgelöst.